# Andre Rush
Andre Rush (* 7. září 1974 Mississippije americký šéfkuchař a armádní veterán. Pracoval jako kuchař v Bílém domě pro čtyři prezidenty a jako vysloužilý vrchní seržant (odpovídá zhruba české hodnosti poručíka) americké armády si získal pozornost díky svým velkým bicepsům a kulturistické postavě.

## Život

### Mládí a vzdělání
Rush se narodil a vyrostl ve městě Columbus ve státě Mississippi. Na střední škole Lee High School hrál americký fotbal. Získal bakalářský titul v oboru managementu na Trident University International a také titul z hotelového a restauračního managementu na Central Texas College.

### Kariéra
Rush v roce 1993 vstoupil do americké armády. Byl několikrát nasazen v zahraničí a sloužil jako instruktor boje zblízka a potravinových služeb. V roce 1997 začal pracovat jako kuchař v Bílém domě. Během své kariéry sloužil pod prezidenty Billem Clintonem, Georgem W. Bushem, Barackem Obamou a Donaldem Trumpem. Na částečný úvazek zároveň působil v Pentagonu. Během útoku 11. září 2001 byl v tělocvičně Pentagonu a následně se dobrovolně přihlásil k bojovým úkolům. Rush byl členem amerického armádního kulinářského týmu.
V červnu 2018 se Rush proslavil poté, co ho vyfotila reportérka CNN Kate Bennettová a reportérka Wall Street Journal Vivian Salamová při přípravě ramadánského jídla pro večeři v Bílém domě. Fotografie, na které vaří na trávníku Bílého domu během každoroční večeře iftar (první jídlo dne po západu slunce) na počest muslimských Američanů (tradici založenou Thomasem Jeffersonem obnovil v roce 1996 Bill Clinton a přerušil ji až v roce 2017 Donald Trump, který se k ní ale po roce opět vrátil). Fotografie se rozšířila na Twitteru a rychle se stala virální. Později toho roku opustil práci kuchaře v Bílém domě a podepsal smlouvu na produkci televizního pořadu s názvem Chef in the City.
V roce 2023 Rush hrál v pořadu Kitchen Commando, který se zaměřuje na pomoc restauracím v potížích v oblasti DMV (District of Columbia, Maryland a Virginie). Pořad byl produkován Gordonem Ramsaym a měl premiéru na platformě Tubi.

#### Kondice
Rush je známý svou svalnatou postavou a pažemi o obvodu 60 cm, což mu přineslo popularitu na sociálních sítích. Jako maturant při tělesné váze 68 kg údajně zvládl bench press o váze 160 kg. V roce 2010 se uvádělo, že zvedal 274 kg. Rush uvádí, že denně dělá 2222 kliků v rámci výzvy 22 pushup challenge, jejímž cílem je zvýšit povědomí o přibližně 22 veteránech, kteří denně spáchají sebevraždu.
V roce 2021 magazín Men's Health zveřejnil článek, ve kterém byla popsána Rushova každodenní rutina, včetně toho, že denně jí osm jídel a přijímá až 10 000 kalorií. Některé jeho výroky však vyvolaly skepticismus v komunitě profesionálních kulturistů.

### Osobní život
Rushův starší bratr Ricky zemřel v roce 2016 na rakovinu plic. Rush otevřeně podporuje důležitost preventivních vyšetření na rakovinu.
Kromě vaření se Rush věnuje také ledovému sochařství, motivačním projevům a životnímu koučinku.